# Мірко Сломка
Мірко Сломка (нім. Mirko Slomka, нар. 12 вересня 1967, Гільдесгайм) — німецький футбольний тренер, останнім місцем роботи якого був клуб «Карлсруе СК».

## Ігрова кар'єра
Протягом бильшої частини своєї ігрової кар'єри виступав за нижчолігові німецькі команди, також грав за команду клубу «Ганновер 96».

## Кар'єра тренера
Розпочав тренерську кар'єру у 1989 році в клубі «Ганновер 96», де 10 років тренував юнацьку команду. Згодом працював з юнаками в «Теніс Боруссія», а частину 2000 року очолював головну команду цього ж клубу.
Протягом 2001–2006 років працював асистентом Ральфа Рангніка, який очолював спочатку «Ганновер 96», а згодом «Шальке 04».
На початку 2006 року саме Сломці запропонували стати новим очільником тренерського штабу «Шальке». В сезоні 2006/07 він привів «гірників» до одного з найвищих досягнень в їх новітній історії — другого місця у Бундеслізі, причому команда лише двома очками поступилася чемпіонам, «Штутгарту». Проте наступний сезон для «Шальке» складався значно гірше і ще до його завершення головного тренера було звільнено.
Наступним клубом спеціаліста став добре знайомий йому «Ганновер 96», команду якого він очолив на початку 2010 року. І знову перший повний сезон для очолюваної Сломкою команди став дуже вдалим — ганноверці посіли рекордно високе для себе четверте місце у чемпіонаті. Згодом був досить успішний виступ у Лізі Європи 2011/12, де німці дійшли чвертьфіналу. Проте згодом результати команди погіршилися, і наприкінці 2013 року тренер залишився без роботи.
Вже в лютому 2014 року його було затверджено головним тренером «Гамбурга», що боровся за виживання в еліті німецького футболу. До кінця сезону команда Сломки видала серію незадовільних результатів, проте таки зберегла прописку у вищому дивізіоні виявившись сильнішою в плей-оф за право залишитись в Бундеслізі. В наступному сезоні «Гамбург» провів під керівництвом Сломки лише три гри, в яких не забив жодного гола, хоч й здобув одну нульову нічию. Після трьох турів 15 вересня 2014 головного тренера було звільнено.
22 грудня 2016 року був призначений головним тренером команди «Карлсруе СК», з якою пропрацював лише до 4 квітня наступного року, коли його було звільнено через незадовільні результати (дві перемоги, дві нічиї і шість поразок у десяти іграх).